# آندری عبدالولی‌یف
آندری عبدالولی‌یف (روسی: Андрей Хакимович Абдувалиев؛ زادهٔ ۳۰ ژوئن ۱۹۶۶) پرتاب‌گر چکش سابق اهل شوروی، تاجیکستان و ازبکستان است.